# Ana Lucía Cortez

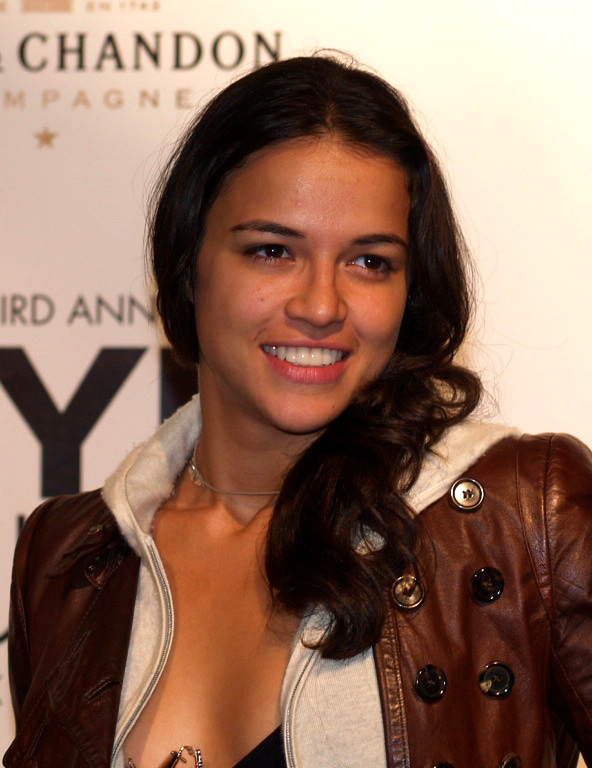
Michelle Rodriguez

Ana Lucía Cortez is een personage uit de Amerikaanse televisieserie Lost, gespeeld door Michelle Rodríguez. Ana Lucía zat in het staartgedeelte van het vliegtuig, en leidde de andere overlevenden uit dat gedeelte van het vliegtuig naar de overlevenden die in het middengedeelte zaten.

## Biografie van het personage

### Voor de crash
Voordat ze op het eiland neerstortte, was Ana Lucía een agent bij het LAPD. Hoewel ze soms conflicten had met haar baas (tevens haar moeder), genoot ze geen bijzondere behandeling en kon ze goed met haar collega's opschieten. Ze was zwanger van haar vriendje Danny, maar verloor haar baby toen ze werd neergeschoten toen ze een inbreker wilde arresteren. De maanden hierna bracht ze door met lichamelijke en psychische therapie. Tijdens die periode verliet Danny haar. Wanneer Ana Lucía weer aan het werk gaat, vertoont ze labiel gedrag. Kort nadat ze weer aan het werk is, wordt de man die haar heeft neergeschoten gearresteerd, en hij bekent. Ana Lucía weigert echter om hem te identificeren, zodat haar collega's de man weer moeten vrijlaten. Vervolgens wacht ze de man op buiten een kroeg en schiet hem dood (Collision).
Na deze wraakactie gaat Ana Lucía weg bij de politie en vindt ze werk als beveiligingsmedewerker op het vliegveld. Hier ontmoet ze Christian Shephard, de vader van Jack. Hij vraagt haar met hem mee te gaan naar Sydney als bodyguard. Ana Lucía stemt in, maar de twee krijgen ruzie wanneer Ana Lucía ingrijpt in een ruzie tussen Christian en een vrouw. De aanleiding voor de ruzie is dat Christian zijn dochter (Claire) wil zien, maar de vrouw wil hem niet vertellen waar ze is. Als de gemoederen weer bedaard zijn vraagt Ana Lucía Christian om mee terug te gaan naar Los Angeles, maar ze weet hem niet te overtuigen en hun wegen scheiden (Two for the Road).
Voordat Ana Lucía aan boord van Oceanic vlucht 815 gaat belt ze met haar moeder om haar excuses aan te bieden. In de bar ontmoet ze Jack, en flirt met hem. De twee spreken af om elkaar tijdens de vlucht op te zoeken; ze vertelt hem dat ze achterin zit, in stoel 42F (Exodus: Part 1).

### Na de crash

#### De eerste dagen
Ana Lucía stort neer met het staartgedeelte van het vliegtuig. Direct na de crash neemt zij het initiatief bij het redden van andere overlevenden. Ze ontfermt zich over twee kinderen die in Los Angeles door hun ouders van het vliegveld zouden worden gehaald. Ze raakt bevriendt met Libby wanneer ze samen proberen om de gewonde Donald te kalmeren. Het kamp wordt herhaaldelijk aangevallen door de Anderen: diverse overlevenden worden ontvoerd. Bij een van deze aanvallen worden de twee kinderen meegenomen, en Ana Lucía vermoordt een van de Anderen. Deze Andere had een lijst bij zich met namen en beschrijvingen van de ontvoerde mensen. Dit leidt tot paniek onder de overlevenden.
De groep trekt het binnenland in, waarbij Ana Lucía de leiding neemt. Ze vermoedt dat de Anderen in de groep zijn geïnfiltreerd, en haar verdenking valt op Nathan omdat niemand hem zich kan herinneren van het vliegtuig. Daarom graaft ze een kuil, waarin Nathan gevangen wordt gezet. Wanneer hij ontsnapt begint ze echter Goodwin te verdenken, en hij geeft toe dat hij inderdaad bij de Anderen hoort. Ook vertelt hij dat hij Nathan heeft vermoord. In het gevecht dat hierop volgt doorboort Ana Lucía Goodwins borst met een houten speer (The Other 48 Days).

#### Ontmoeting met andere overlevenden
Wanneer Sawyer, Michael en Jin door Ana Lucía en haar vrienden gevangen worden gezet doet Ana Lucía alsof ze ook gevangen is genomen. In de kuil vist ze naar informatie, en vervolgens pakt ze Sawyers pistool af. Uiteindelijk weten de drie haar vertrouwen te winnen, en leiden ze de groep terug naar het grote kamp aan de andere kant van het eiland (...And Found). Vlak bij het kamp ziet Ana Lucía Shannon opeens uit de jungle opduiken. Omdat ze denkt dat Shannon een Andere is schiet ze haar in een reflex neer. Shannon sterft in de armen van haar nieuwe vriendje Sayid (Abandoned).
Sayid probeert Ana Lucía aan te vallen, maar Mr. Eko houdt hem tegen. Ana Lucía bindt hem vast aan een boom, omdat ze bang is dat hij Shannons dood zal willen wreken. Ze probeert te onderhandelen over een veilige doortocht, maar de anderen verliezen hun vertrouwen in haar en gaan met Sayid, Michael en Jin mee naar het kamp. Sayid en Ana Lucía blijven alleen achter, en leggen beiden hun ziel bloot. Ze maakt hem los en zegt klaar te zijn voor Sayids wraak, maar hij zegt dat het geen zin zou hebben omdat ze "allebei al dood zijn". Vlak daarna komt Jack aanlopen, en ziet Ana Lucía hem voor het eerst weer terug (Collision).

#### In het andere kamp
In het kamp vertelt Eko haar dat de andere overlevenden begrijpen dat Shannons dood een ongeluk was, maar uit schuldgevoel zondert Ana Lucía zich af. Jack, die zich zorgen maakt om de Anderen, vraagt haar vanwege haar ervaring als agent hoelang het zou duren om een leger te trainen. Wanneer Sun in haar tuin wordt aangevallen en bewusteloos in de jungle wordt achtergelaten zorgt Sawyer ervoor dat Kate denkt dat Ana Lucía hiervoor verantwoordelijk is. Later blijkt dit niet waar te zijn.
Locke vertelt haar over de gevangene, Henry Gale, en vraagt haar om hem te ondervragen. Hij tekent een kaart van de plek waar zijn luchtballon is neergestort, en samen met Sayid en Charlie vindt ze de plek. Wanneer het drietal terugkeert met bewijs dat Henry liegt weert ze Sayids arm af wanneer hij Henry probeert neer te schieten (Dave). Ze geeft Jack haar pistool mee als hij gaat proberen om met de Anderen gevangenen te ruilen (S.O.S.).
Henry valt Ana Lucía aan, en weet haar bijna te wurgen voordat Locke tussenbeide komt. Ze gaat Sawyer om een pistool vragen, maar hij weigert haar er één te geven. Ze probeert hem te volgen naar zijn geheime schuilplaats en hem te overmeesteren, maar pas als ze hem verleidt weet ze een pistool van hem te stelen. Ze keert vervolgens terug naar Henry's cel, met de intentie om hem te vermoorden. Met haar pistool op hem gericht vertelt Henry haar dat Goodwyn niet dacht dat ze een slecht mens was, maar dat ze verkeerd begrepen werd. Ana Lucía wordt zo emotioneel dat ze Henry niet meer kan vermoorden. Hierop biedt Michael aan om hem te vermoorden, en Ana Lucía geeft hem haar pistool. Vervolgens zegt Michael dat het hem spijt, en hij schiet haar in haar hart. Ana Lucía is stomverbaasd en sterft vrijwel direct (Two For the Road).
Op het moment dat ze sterft ziet Eko haar in een droom. Ze bloedt uit haar mond en buik, en zegt hem dat hij Locke moet helpen (?). Ze wordt naast Libby op het strand begraven (Three Minutes). Wanneer Cindy Jack tegenkomt als hij door de Anderen in een kooi wordt vastgehouden, vraagt ze hem hoe het met Ana Lucía gaat. Jack wordt boos en schreeuwt dat ze weg moet gaan (Stranger in a Strange Land).